# Leszczka Duża
Leszczka Duża – wieś w Polsce położona w województwie podlaskim, w powiecie siemiatyckim, w gminie Perlejewo.
| SIMC    | Nazwa  | Rodzaj    |
| ------- | ------ | --------- |
| 0403152 | Wieska | część wsi |

W latach 1975–1998 miejscowość administracyjnie należała do województwa łomżyńskiego.
Wierni kościoła rzymskokatolickiego należą do parafii Przemienienia Pańskiego w Perlejewie, a prawosławni do  parafii Wniebowstąpienia Pańskiego w Ciechanowcu.

## Historia
Wieś założona na początku XV w. przez rycerzy herbu Awdaniec przybyłych z okolicy Płocka. Osadnicy ci uzyskali od księcia mazowieckiego Janusza I część gruntów obszaru zwanego Perlejewo. Założoną siedzibę nazywali: Leszczka Perlejewo. Nazwa Leszczka miała przypominać im mazowieckie gniazdo rodowe.
Około 1407 r. ufundowali pierwszą w tej okolicy parafię.
Przez długie lata Leszczka stanowiła dominującą część Perlejewa. Dane z popisu wojennego szlachty litewskiej informują, że z Leszczki wystawiono czterech uzbrojonych jeźdźców, właściciele Perlejewa wystawili jednego. Wieś wzmiankowana w roku 1569, w czasie przysięgi szlachty na wierność Rzeczypospolitej po wcieleniu Podlasia do Korony. 
Wzmiankowani Leszczyńscy:
- Jakób Leszczyński w roku 1490 procesował się ze szlachcicem Ciechanowskim o charta
- W latach 1580–1584 dziedzicami Leszczki byli: Szczęsny, Baltazar i Zofia Aleksowa Leszczyńska, dzieci Bartłomieja, Feliks i Jan, synowie Jana, Idzi i Andrzej, synowie Adama, Jan Stanisław i Mikołaj, synowie Stanisława, Tomasz, Jadwiga, Stefan, Jan, syn Walentego, Makary, Maciej, Aleksander, Stanisław, Szymon, syn Mikołaja, Florjan z córką Elżbietą, Mikołaj, Jakób, Wojciech, Piotr, Paweł, Rafał i Maciej
- Mikołaj i Bartłomiej synowie Jana, odstąpili 1599 r. dzierżawę Pierlejewa Leonardowi Pieczyskiemu, zastawili w 1600 roku część Leszczki Stanisławowi, synowi Piotra, kwitowali 1604 r. Zofję Kocową, z majątku po ciotce Zofii z Leszczyńskich Wińskiej[8]

Przez wieki mieszkała tu drobna szlachta. Mapy z końca XVIII w. wyszczególniają Perlejewo i Leszczkę jako osobne wsie. Na początku XIX wieku sprowadzili się tu Poniatowscy z Poniat,
W czasie Powstania styczniowego wielu mieszkańców Leszczki wzięło udział w walce z Rosjanami, za co skonfiskowani im część ziemi. 
W 1886 mieszkali tu głównie właściciele drobnoszlacheccy, najczęściej Leszczyńscy i Poniatowscy. Notowano trzy rodziny chłopskie. Miejscowość liczyła 56 domów i 325 mieszkańców. Uprawiano głównie żyto, wieś korzystała z łąk oraz z lasu sosnowego. W Leszczce znajdowały się 2 młyny wodne, a przy nich stawy z dużą ilością ryb.
W roku 1921 Leszczka Wielka liczyła 56 domów i 299 mieszkańców. Wszyscy narodowości polskiej i wyznania rzymskokatolickiego. 
Przed II wojną światową na północnych krańcach wsi powstała Kolonia Leszczka Duża. 